# インテルフィン
株式会社インテルフィン（Intelfin Inc.）は、日本の出版社である。2010年4月28日に株式会社ビデオ出版より社名変更した。

## 沿革
1945年（昭和20年）8月8日、増永善吉により株式会社鱒書房として東京都日本橋区（現中央区）に創業する。
1946年、森正蔵『解禁昭和裏面史　旋風二十年』が一大ベストセラーとなる。森の『戦後風雲録』、高木健夫『生きている日本史』、服部卓四郎『大東亜戦争全史』など、戦前・戦中を扱った本を数多く出版していた。他に内外の文学やユーモア随筆等を収録する新書シリーズを多数刊行し、第一次新書ブームに貢献する。また、菊池寛が1933年に文藝春秋より創刊した『話』の発行権を増永が譲り受けて1949年に日本初のハウ・トゥ・セックス雑誌『夫婦生活』として刊行し、後に同誌の編集部門を夫婦生活社として分社化した。その後、再度の路線転換を経て社名を都山書房に変更。1967年7月9日、株式会社ビデオ出版に社名に変更。2010年4月28日、株式会社インテルフィンに商号変更。
現在は、『ナンプレ広場』などのパズル誌の雑誌・書籍の発行、ボーイズラブ・ティーンズラブジャンルの電子コミックスの配信を行っている。

## 雑誌

### パズル雑誌
- ナンプレ広場（偶数月26日発売）[1]
- スケルトン広場（奇数月8日発売）[2]
- SUPERナンプレポータブル（奇数月26日発売）[3]
- 家族で遊ぼう点つなぎひろば（偶数月19日発売）[4]

### 官能小説誌
- 艶（えん）（奇数月16日発売）[5]

### ペット雑誌
- 保護にゃん（不定期発行）

### カレンダー
- ニャンころりん（毎年11月発売）

### デジタルコミック誌
- AmarE - ティーンズラブ誌
- PriaL - ボーイズラブ誌

### 休刊した雑誌
- 月刊HEN→月刊FRANK
- メロンcomic
- お元気生写真
- やるCan
- EX CD-ROM
- EX DVD
- マガジンJUNK
- めちゃイイ!![6]
- SAMSON（サムソン）（発行：海鳴館）[7]
- DVDやっぱ、Hな若妻ですよねっ!!SP[8]
- DVDしろ～とEvolution!![9]

## 公式サイト
- 株式会社インテルフィン
- インテルフィン除菌消臭剤ショップ 楽天市場店
- インテルフィン (@intelfin_main) - X（旧Twitter）